# Tatsunori Yamagata
Tatsunori Yamagata (japanisch 山形 辰徳 Yamagata Tatsunori; * 4. Oktober 1983 in der Präfektur Fukuoka) ist ein ehemaliger japanischer Fußballspieler.

## Karriere
Yamagata erlernte das Fußballspielen in der Schulmannschaft der Higashi Fukuoka High School. Seinen ersten Vertrag unterschrieb er 2002 bei den Albirex Niigata. Der Verein spielte in der zweithöchsten Liga des Landes, der J2 League. Für den Verein absolvierte er acht Ligaspiele. 2004 wechselte er zu Albirex Niigata (Singapur). 2005 wechselte er zum Zweitligisten Avispa Fukuoka. 2005 wurde er mit dem Verein Vizemeister der J2 League und stieg in die J1 League auf. Am Ende der Saison 2006 stieg der Verein wieder in die J2 League ab. Am Ende der Saison 2010 stieg der Verein wieder in die J1 League auf. Für den Verein absolvierte er 209 Ligaspiele. 2012 wechselte er zum Zweitligisten Tochigi SC. Am Ende der Saison 2015 stieg der Verein in die J3 League ab. Für den Verein absolvierte er 130 Ligaspiele. 2017 wechselte er zum Ligakonkurrenten Kataller Toyama. Für den Verein absolvierte er 31 Ligaspiele. Ende 2017 beendete er seine Karriere als Fußballspieler.